# Degehabur
Pour les articles homonymes, voir Degehabur (homonymie).
Degehabur (somali:Dhagaxbuur)capitale du peuple qui a donné son nom a la region Ogaden (le plus grand sous clan somali) est une ville d'Éthiopie située dans la zone Degehabur de la région Somali. Elle se trouve à 8° 13′ N, 43° 34′ E et à 1 044 mètres d'altitude. Elle est le centre administratif du woreda Degehabur.